# Список народних артистів УРСР
Список народних артистів Української РСР
Нижче наведено список народних артистів Української РСР за роками присвоєння звання. З листопада 1991 року звання було замінене на «Народний артист України».

## 1920-ті

### 1922
- Заньковецька Марія Костянтинівна (1860—1934), акторка театру, театральна діячка, зірка українського театру кінця ХІХ - початку ХХ ст.[1]

### 1923
- Штейнберг Лев Петрович (1870—1945), диригент, композитор[2]

### 1925
- Курбас Лесь (1887—1937), актор і театральний режисер
- Кучугура-Кучеренко Іван Іович (1878—1937), кобзар[3]
- Саксаганський Панас Карпович (1859—1940), актор, театральний режисер, драматург

## 1930-ті

### 1930
- Донець Михайло Іванович (1883—1941) — співак (бас)
- Литвиненко-Вольгемут Марія Іванівна (1892—1966), оперна співачка[4]

### 1931
- Прібік Йосип В'ячеславович (1855—1937), диригент, композитор[5]

### 1932
- Маргулян Арнольд Евадійович (1879—1950), диригент[6]

### 1934
- Фореггер Микола Михайлович (1892—1939), режисер

### 1936
- Борисоглібська Ганна Іванівна (1878—1939), акторка[7]
- Кипоренко-Даманський Юрій Степанович (1888—1955), оперний співак
- Паторжинський Іван Сергійович (1896—1960), оперний співак[8].

### 1937
- Столерман Самуїл Олександрович (1874—1949), диригент

### 1938
- Колобов Леонід Миколайович (1873—1943), театральний актор і режиссёр
- Юра Гнат Петрович (1888—1966), актор, театральний режисер[9]

### 1939
- Крушельницький Мар'ян Михайлович (1897—1963), актор, театральний режисер
- Петрусенко Оксана Андріївна (1900—1940), оперна співачка
- Столярський Петро Соломонович (1871—1944), скрипаль, педагог
- Хохлов Костянтин Павлович (1885—1956), актор, режисер

## 1940-ві

### 1940
- Бучма Амвросій Максиміліанович (1881—1957), актор, режисер
- Василько Василь Степанович (1893—1972), театральний режисер[10]
- Ватуля Олексій Михайлович (1891—1955), актор театру і кіно[11]
- Вільнер Володимир Бертольдович (1885—1952), режисер[12]
- Гайдай Зоя Михайлівна (1902—1965), оперна співачка
- Гришко Михайло Степанович (1901—1973), оперний співак
- Манзій Володимир Данилович (1884—1954), оперний режисер
- Мар'яненко Іван Олександрович (1878—1962), актор, режисер[10]
- Романицький Борис Васильович (1891—1988), актор, театральний режисер[10]
- Шумський Юрій Васильович (1887—1954), актор[13]
- Юра Терентій Петрович (1884—1973), актор

### 1941
- Воликівська Ірина Іванівна (1902—1979), оперна співачка
- Гужова Віра Микитівна (1898—1974), оперна співачка
- Ропська Олександра Дмитрівна (1897—1957), оперна співачка
- Частій Микола Андрійович (1905—1962), оперний співак

### 1942
- Ревуцький Лев Миколайович (1889—1977), композитор[14]

### 1943
- Антонович Данило Сидорович (1889—1975), актор[15]
- Барвінська Феодосія Андріївна (1899—1966), акторка театру[16]
- Висоцький Михайло Костянтинович (1885—1950), актор[17]
- Гаккебуш Любов Михайлівна (1888—1947), акторка театру[18]
- Магар Володимир Герасимович (1900—1965), актор, театральний режисер[15]
- Маринич Григорій Васильович (1876—1961), актор і співак (тенор).)[15]
- Полежаєв Георгій Миколайович (1900—1986), актор, режисер[15]
- Сердюк Олександр Іванович (1900—1988), актор, режисер[15]
- Чистякова Валентина Миколаївна (1900—1984), акторка, режисерка і педагогиня[19]

### 1946
- Арістов Василь Михайлович (1898—1962), актор театру і кіно[20]
- Бем Марія Петрівна (1906—1978), оперна співачка
- Бронзов Іван Лаврентійович (1896—1963), оперний співак
- Бугова Лія Ісаківна (1900—1981), театральна акторка[21]
- Васильєва Антоніна Іванівна (1910—1997), артистка балету, педагогиня
- Коміссаров Микола Валер'янович (1890—1957), актор
- Крамаренко Андрій Іванович (1897—1976), актор
- Ляров Матвій Львович (1884—1964), актор
- Мещерська Ганна Юхимівна (1876—1951), актор
- Мілютенко Дмитро Омелянович (1899—1966), актор
- Мінаєв Кузьма Опанасович (1895—1950), співак
- Освецимський Володимир Іванович (1886—1955), актор театру[22]
- Романів Михайло Федорович (1896—1963), актор
- Роменський Михайло Даміанович (1885—1971), оперний співак
- Сокирко Володимир Костянтинович (1892—1983), актор
- Федорцева Софія Володимирівна (1900—1988), акторка
- Халатов Віктор Михайлович (1901—1969), актор

### 1947
- Голубинський Дмитро Михайлович (1880—1958), актор театру[23][24]
- Дубовик Леонтій Федорович (1902—1952), театральний режисер і педагог
- Дударєв Дмитро Олександрович (1890—1960), актор
- Левицька Анастасія Зіновіївна (1899—1955), співачка
- Любарт Варвара Антонівна (1898—1967), акторка
- Мацієвська Лідія Володимирівна (1889—1955), акторка
- Петрова Євгенія Олексіївна (1903—1989), акторка
- Пірадов Володимир Йосипович (1892—1954), диригент
- Рахлін Натан Григорович (1906—1979), диригент[25]
- Садовський Іван Іванович (1876—1948), актор
- Стефанович Михайло Павлович (1898—1970), оперний режисер і співак
- Юра-Юрський Олександр Петрович (1895—1968), актор
- Яременко Василь Сергійович (1895—1976), актор

### 1948
- Бєлоусов Михайло Михайлович (1905—1960), актор театру[26]
- Вронський Вахтанг Іванович (1905—1988), балетмейстер[27]
- Добровольський Віктор Миколайович (1906—1984), актор театру і кіно
- Карташова Лідія Павлівна (1881—1972), акторка
- Лавров Юрій Сергійович (1905—1980), актор театру і кіно[28]
- Петров Сергій Сергійович (1895—1965), актор
- Покровський Микола Дмитрович (1901—1985), диригент
- Радчук Федір Іванович (1902—1986), актор
- Станиславова Олександра Юхимівна (1900—1985), оперна співачка.
- Тоцький Іван Корнилович (1896—1957), оперний співак

### 1949
- Колобов Олександр Митрофанович (1895—1980), оперний співак
- Сабін-Гус (Сабінін) Юрій Давидович (1882—1958), оперний співак

## 1950-ті

### 1951
- Аркадьєв Аркадій Іванович (1907—1993), актор театру і кіно[29]
- Білинник Петро Сергійович (1906—1998), оперний співак[30]
- Борищенко Віктор Петрович (1914—1996), співак
- Осмяловська Катерина Олександрівна (1904—1997), акторка театру і кіно
- Пономаренко Євген Порфирович (1909—1994), актор[31]
- Сергієнко Петро Трохимович (1902—1984), актор театру
- Соломарський Олександр Іванович (1897—1980), актор, режисер
- Табачникова-Нятко Поліна Мусіївна (1900—1994), акторка театру, театральна педагогиня
- Таршин Олексій Михайлович (1906—1986), актор
- Хрукалова Зінаїда Семенівна (1907—1994), акторка
- Чавдар Єлизавета Іванівна (1925—1989), оперна співачка

### 1952
- Вощак Ярослав Антонович (1921—1989), диригент[32]

### 1953
- Бондаренко Євген Васильович (1905—1977), актор театру і кіно[33]
- Високов Василь Федорович (1892—1969), актор
- Козаченко Григорій Якович (1901—1970), актор
- Покотило Михайло Федорович (1906—1971), актор
- Хорошун Антін Опанасович (1893—1970), актор

### 1954
- Бабенко Георгій Гаврилович (1909—1977), актор[34]
- Вєтров Петро Сидорович (1911—1980), актор
- Гаєнко Фаїна Григорівна (1900—1965), акторка театру
- Гончаренко Ніна Іванівна (1919—1996), співачка
- Дальський Володимир Михайлович (1912—1998), актор[35]
- Данченко Володимир Андрійович (1914—1967), актор[36]
- Драга-Сумарокова Валерія Францівна (1896—1967), акторка[37]
- Здиховський Олександр Панасович (1907—1990), театральний режисер[38]
- Золотаренко Євген Антонович (1889—1955), актор.
- Кармалюк Павло Петрович (1908—1986), оперний співак[39]
- Киянський Павло Іванович (1898—1982), актор
- Козачковський Доміан Іванович (1896—1967), актор театру і кіно, режисер
- Кононенко Митрофан Тадейович (1900—1965), актор
- Кривицька Олександра Сергіївна (1899—1983), театральна акторка[40]
- Криницька Лідія Антонівна (1898—1966), акторка
- Лобанова Лілія Данилівна (1922—1992), співачка
- Лучицький Борис Болеславович (1906—1966), актор і режисер[41]
- Любич Іван Сергійович (1899—1981), актор
- Людкевич Станіслав Пилипович (1879—1979), композитор.
- Максимов Олексій Матвійович (1899—1965), актор і режисер.
- Михайлов Павло Васильович (1908—1980), актор
- Морозова Анастасія Іванівна (1907—1984), акторка
- Новинська Віра Петрівна (1900—1982), акторка оперети.
- Норд Бенедикт Наумович (1901—1965), театральний режисер.
- Руденко Лариса Архипівна (1918—1981), співачка
- Скляренко Володимир Михайлович (1907—1984), режисер
- Смирнов Микола Петрович (1912—1963), актор і режисер
- Тягно Борис Хомич (1904—1964), режисер
- Харченко Василь Іванович (1910—1971), режисер.

### 1956
- Волін Олексій Михайлович (1898—1975), театральний актор
- Гай Олександр Дмитрович (1914—2000), театральний актор
- Доценко Надія Петрівна (1914—1994), акторка[42]
- Пономаренко Дмитро Дмитрович (1909—1987), актор

### 1957
- Верменич Андрій Андрійович (1897—1979), актор
- Вірський Павло Павлович (1905—1975), артист балету, балетмейстер
- Карпенко Сергій Гордійович (1895—1959), актор театру і кіно
- Козерацький Василь Феодосійович (1906—1982), спіак
- Міхневич Петро Герасимович (1901—1993), актор
- Ольшевська Галина Сергіївна (1898—1972), акторка
- Тамарова Ніна Василівна (1900—1983), акторка театру
- Тольба Веніамін Савелійович (1909—1984), диригент[43][44]

### 1958
- Червонюк Євген Іванович (1924—1982), оперний співак[45]

### 1959
- Ольшевська Галина Сергіївна (1898—1972), акторка театру
- Овчаренко Василь Іванович (1899—1978), актор театру
- Потапова Олена Михайлівна (нар. 1930), балерина[46]

## 1960-ті

### 1960
- Апухтін Микола Олександрович (1924—1996), артист балету
- Бєлов Анатолій Антонович (1925—2001), артист балету
- Березін Юхим Йосипович (1919—2004), актор естради і кіно[47]
- Борін-Шварцман Борис Абрамович (1899—1965), театральний режисер
- Верьовка Григорій Гурійович (1895—1964) — композитор і хоровий диригент
- Верещагін Федір Григорович (1910—1986), театральний режисер
- Зимня Валентина Іванівна (1928—2019), акторка, театральна педагогиня
- Івченко Віктор Іларіонович (1912—1972), кінорежисер, сценарист
- Кобринський Ілля Григорович (1904—1979), театральний режисер і педагог[48]
- Козак Сергій Давидович (1921—1993), співак
- Кречко Михайло Михайлович (1925—1996), композитор
- Лазарєв Григорій Митрофанович (1907—1989), актор
- Мірошниченко Євгенія Семенівна (1931—2009), оперна співачка[49]
- Муравський Павло Іванович (1914—2014), хоровий диригент
- Сабуров Борис Олександрович (1912—1992), актор театру і кіно[50]
- Сергієнко Раїса Михайлівна (1925—1987), оперна співачка[51]
- Сікало Іван Михайлович (1909—1975), актор і театральний режисер
- Симеонов Костянтин Арсенович (1910—1987), диригент[52]
- Слободян Наталія Василівна (1923—2013), балерина
- Смолич Дмитро Миколайович (1911—1987), театральний режисер[53]
- Соколов Микола Олексійович  (1906—1981), актор
- Сорока Олександр Назарович (1900—1963), хоровий диригент
- Тараканов Микола Михайлович (1898—1976), диригент
- Тарасенко Олексій Григорович (1909—1991), актор
- Твердохліб Іван Йосипович (1899—1986), актор
- Тимошенко Юрій Трохимович (1919—1986), актор естради і кіно[54]
- Фокін Микола Сергійович (1912—1990), співак
- Хорош Михайло Павлович (1904—1993), актор театру і кіно
- Чистяков Борис Ілліч (1914—1980), диригент
- Єршова Євгенія Миколаївна (1925—2009), артистка балету[55]
- Юченков Гліб Іванович (1911—1993), актор

### 1962
- Кусенко Ольга Яківна (1919—1997), акторка театру і кіно[56]
- Пономаренко Таїсія Василівна (1925—2002), співачка

### 1963
- Поливанова Галина Анатоліївна (1929—2020), співачка
- Чконія Ламара Григорівна (нар. 1930), оперна співачка[57]

### 1964
- Величко Юрій Олексійович (1917—1986), актор театру і кіно[58]
- Вірська-Котляр Валерія Семенівна (1930—2016), артистка балету
- Водяной Михайло Григорович (1924—1987) — актор театру і кіно[59]
- Геляс Ярослав Томович (1916—1992), актор
- Канішевський Григорій Митрофанович (1912—1991), актор
- Михайличенко Ірина Гаврилівна (1921—1977), артистка балету
- Томм Елеонора Миколаївна (1915—1988) — оперна співачка

### 1965
- Гуляєв Юрій Олександрович (1930—1986), співак[60].
- Донець-Тессейр Марія Едуардівна (1889—1974), оперна співачка (колоратурне сопрано).
- Калиновська Валентина Федорівна (нар. 1938), балерина[61].
- Кириліна Галина Семенівна (нар. 1930), українська артистка балету.
- Протасенко Микола Прокопович (нар. 1923), актор
- Сатосова Людмила Іванівна (1926—2008), акторка
- Силаєв Лев Григорович (1922—1993), режисер
- Смоляк Віталій Єлисейович (1915—1982), актор
- Сова Андрій Корнійович (1912—1994), кіноактор, артист естради.
- Тимохін Володимир Ілліч (1929—1999), співак
- Христич Зоя Петрівна (1932—2016), оперна співачка (сопрано)[62].
- Янушевич Ганна Яківна (1907—1983), акторка.

### 1966
- Решетников Анатолій Георгійович (1923—2018), актор.

### 1967
- Афанасьєв Віктор Андрійович (1917—1987), режисер
- Кікоть Андрій Іванович (1929—1975), оперний співак (бас-кантанто)[63].
- Ковальов Олексій Володимирович (1932—2009), артист балету, балетмейстер.
- Копержинська Нонна Кронідівна (1920—1999), акторка театру і кіно[64]
- Круглов Веанір Іванович (1936—2015), артист балету
- Педошенко Микола Єфремович (1911—1992), актор
- Равицький Микола Петрович (1921—1998), режисер
- Роговцева Ада Миколаївна (нар. 1937), акторка театру і кіно[65]
- Сміян Сергій Костянтинович (1925—2014), театральний режисер, актор.
- Третяк Василь Якович (1926—1989), співак[66].

### 1968
- Арканова Валентина Федорівна (1934—2013), оперна співачка (колоратурне сопрано)
- Дехтярьова Зінаїда Миколаївна (1927—2004), акторка театру і кіно[67]
- Івицький Ростислав Георгійович (1908—1974), актор
- Ігнатенко Володимир Пимонович (1920—2007), актор
- Коливанова Світлана Іванівна (нар. 1940), балерина, педагогиня
- Лятошинський Борис Миколайович (1895—1968), композитор
- Майборода Платон Іларіонович (1918—1989), композитор[68]
- Мизников Віктор Олександрович (1911—1989), диригент
- Омельчук Олексій Володимирович (1911—1981), актор
- Под'якова Роза Іванівна (1925—1969), акторка
- Тарабаринов Леонід Семенович (1928—2008), актор[69]
- Тимош Лідія Петрівна (1918—2000), акторка
- Омельчук Олексій Володимирович (1911—1981), актор
- Шевченко Михайло Іванович (1923—1993), співак

### 1969
- Азарх-Опалова Євгенія Емануїлівна (1900—1985), акторка театру[70].
- Алексідзе Дмитро Олександрович (1910—1984), режисер театру[71].
- Аркушенко Володимир Прокопович (1925—1977), актор театру і кіно[72].
- Благовидова Ольга Миколаївна (1905—1975), співачка
- Бондар-Білгородський Андрій Ісакович (1910—1987), актор, режисер.
- Задніпровський Михайло Олександрович (1924—1980), актор театру і кіно[73].
- Кавалерідзе Іван Петрович (1887—1978), скульптор, режисер кіно і театру, драматург, сценарист.
- Квасенко Алла Володимирівна (1918—2008), акторка
- Колосова Рея Олександрівна (1924—2008), акторка
- Кос-Анатольський Анатолій Йосипович (1909—1983), композитор.
- Левчук Тимофій Васильович (1912—1998), кінорежисер[74].
- Рушковський Микола Миколайович (1925-2018), актор театру і кіно.
- Солов'яненко Анатолій Борисович (1932—1999) співак[75].
- Туфтіна Галина Панасівна (1933—2007), оперна співачка.
- Філіпенко Аркадій Дмитрович (1912—1983), композитор.
- Франько Дмитро Васильович (1913—1982), актор
- Шевцов Дмитро Олександрович (1928—1996), актор оперети, режисер, драматург.

## 1970-ті

### 1970
- Дашенко Василь Павлович (1916—1985), актор[76]
- Петриненко Діана Гнатівна (1930—2018), співачка[77]
- Подовалова Ніна Іванівна (1923—2010), акторка
- Станкевич Станіслав Іванович (нар. 1928), актор театру і кіно
- Ткаченко Юлія Семенівна (1928—2008), акторка
- Штогаренко Андрій Якович (1902—1992), композитор
- Яковченко Микола Федорович (1900—1974), актор[78]

### 1971
- Гаврилко Ростислав Андрійович (11914—1984), актор
- Луценко Олександр Устимович (1911—2001), актор
- Мажуга Юрій Миколайович (1931—2022), актор[79]
- Манойло Микола Федорович (1927—1998), оперний співак[80]
- Микиша Михайло Венедиктович (1885—1971), артист опери, камерний співак, педагог
- Панасьєв Микола Лаврентійович (1918—1980), актор
- Шкурат Степан Йосипович (1885—1973), актор

### 1972
- Врабель Олександр Михайлович (1931—2002), співак
- Калачевська Любов Пилипівна (1919—1995), акторка театру
- Огнєвий Костянтин Дмитрович (1926—1999), співак
- Колесник Раїса Самсонівна (нар. 1939), співачка
- Колесса Микола Філаретович (1903—2006), композитор, оперний і хоровий диригент[81]
- Луб'яний Володимир Якович (1926—1991), співак
- Максименко Володимир Григорович (1912—1994), артист
- Мізиненко Віктор Микитич (1903—1976), актор
- Ніколаєва Ганна Тимофіївна (1922—2003), акторка театру та кіно
- Огнєвий Костянтин Дмитрович (1926—1999), співак
- Пелехатий Дем'ян Кузьмич (1926—1994), диригент
- Полінська Віра Костянтинівна (1913—1994), акторка
- Туз Валентина Порфирівна (1931—1993), акторка
- Чибісова Світлана Михайлівна (1927—2020), акторка

### 1973
- Богатиков Юрій Йосипович (1932—2002), співак[82]
- Божек Юлій Іванович (1915—1994), актор[83][84]
- Гринько Микола Григорович (1920—1989), актор[85]
- Грипич Володимир Григорович (1923—2005), актор театру, режисер
- Домінчен Климентій Якович (1907—1993), композитор
- Жуковський Герман Леонтійович (1931—2006), композитор
- Кленів Павло Микитович (1924—2014), актор театру і кіно.
- Кожевникова Валентина Михайлівна (1926—1997), акторка театру.
- Козаковський Юрій Станіславович (1902—1980), актор
- Кондратюк Микола Кіндратович (1931—2006), оперний співак[86]
- Кривохижа Анатолій Михайлович (нар. 1925), культурний діяч і педагог, засновник заслуженого ансамблю танцю України «Ятрань» і академічного театру народної музики, пісні і танцю «Зоряни»
- Кушніренко Андрій Миколайович (1933—2013), хоровий диригент, композитор, фольклорист, педагог.
- Лукашова Іраїда Петрівна (нар. 1938) — українська радянська артистка балету.
- Мейтус Юлій Сергійович (1903—1997), композитор
- Мокренко Анатолій Юрійович (1933—2020), оперний співак[87].
- Ненашев Володимир Іванович (1923—1995), театральний режисер.
- Ошеровський Матвій Абрамович (1920—2009), актор
- Петровський Олександр Юрійович (1908—1983), диригент
- Попеску Теодор Костянтинович (1935—2008), артист балету
- Ріхтер Анатолій Петрович (1930—1996), співак
- Семенов Георгій Гнатович (1912—1982), актор
- Трощановський Аркадій Федорович (1914—1986), актор
- Чинкін Борис Михайлович (1916—1977), актор
- Якубович Джульєтта Антонівна (нар. 1935), співачка.

### 1974
- Антонов-Дружинін Павло Павлович (1916—1985), актор
- Балог Клара Федорівна (1928—2018), балетмейстер
- Биков Леонід Федорович (1928—1978), актор театру і кіно, режисер[88]
- Венедиктов Лев Миколайович (1924—2017), хоровий диригент[89]
- Волкова Клавдія Василівна (1909—1985), акторка театру і кіно[90]
- Гавриленко Алла Василівна (нар. 1934), артистка балету
- Гурська Нонна Василівна (1932-2012), акторка[91]
- Дьоміна Маргарита Іванівна (1922—1999), акторка
- Іващенко Ігор Єфремович (нар. 1931), диригент
- Лагода Алла В'ячеславівна (нар. 1937), артистка балету
- Лизогуб Володимир Сергійович (1918—1996), режисер
- Наум Наталія Михайлівна (1933—2004), акторка[92]
- Степанков Костянтин Петрович (1928—2004), актор[93]
- Сироватко Валерія Яківна (1925—1994), акторка

### 1975
- Авдієвський Анатолій Тимофійович (1933—2016) — хоровий диригент, композитор
- Дідик Тамара Софронівна (1935—2023) — українська співачка (лірико-драматичне сопрано)[94]
- Ісупов Герман Олексійович (1934-2001) — артист балету[95]
- Кравчук Анатолій Андрійович (1934—2000), актор
- Любимова Віра Михайлівна (1925—2020) — співачка (сопрано) і педагогиня[96][97]
- Огренич Микола Леонідович (1937—2000) — оперний співак (тенор)[98]
- Рибчинський Ігор Всеволодович (1917—?), актор, режисер
- Суржина Нонна Андріївна (нар. 1937) — оперна співачка[99]
- Тищенко Георгій Пилипович (1921—2003), актор
- Шамо Ігор Наумович (1925—1982) — композитор

### 1976
- Ануров Олександр Герасимович (1914—1995), актор театру і кіно[100]
- Балабуха Федір Олексійович (1926—1990), актор
- Балієв Євген Якович (1912—2006), актор театру і кіно[101].
- Заєць Борис Михайлович (1932—2007), режисер цирку
- Карапетян Гурген Карпович (1921—1986), диригент[102].
- Ковтун Валерій Петрович (1944—2005), артист балету, балетмейстер[103]
- Конопацький Василь Іванович (1918—2007), актор
- Кушаков Євген Іванович (1929—2009), режисер
- Молостова Ірина Олександрівна (1929—1999), режисерка
- Момот Микола Семенович (1932—2017), співак
- Осташевський Генріх Романович (1921—2004), актор
- Петрусь Василь Васильович (1921—1992), диригент
- Попова Любов Василівна (1925—1996), співачка
- Пустовалов Олександр Іванович (нар. 1937), хоровий диригент
- Ротару Софія Михайлівна (нар. 1947), естрадна співачка[104]
- Рудяков Андрій Павлович (1918—2001), актор
- Силантьєв Костянтин Васильович (1931—2005), співак
- Філімонов Сергій Іванович (1926—2004), актор
- Ципола Гізела Альбертівна (нар. 1944), оперна співачка[105]
- Юргенс Наталя Микитівна (1932—2014), акторка

### 1977
- Білаш Олександр Іванович (1931—2003), композитор[106]
- Вантух Мирослав Михайлович (нар. 1939), художній керівник Національного заслуженого академічного ансамблю танцю України імені Павла Вірського
- Вершиніна Людмила Іванівна (1928—2021), акторка
- Войнова-Павловська Ольга Петрівна (1939—2002), співачка
- Воробйова Євгенія Василівна (1932—2013), акторка театру і кіно[107]
- Гайдамака Петро Данилович (1907—1981), композитор
- Голубович Михайло Васильович (1943—2023), актор театру і кіно[108]
- Данченко Сергій Володимирович (1937—2001), театральний режисер[109]
- Кирейко Віталій Дмитрович (1926—2016), композитор
- Кирилова Галина Миколаївна (1919—1986), артистка балету
- Кислякова Тамара Іванівна (1925—2021), акторка
- Мельников Жан Олександрович (1936—2021), актор
- Молошников Ігор Іванович (1927—2021), актор
- Павленко Ніна Явтухівна (нар. 1932), бандуристка
- Прокопович Борис Миронович (1929—1980), театральний режисер
- Рябов Олег Михайлович (1932—1996), диригент
- Скибенко Анатолій Никифорович (1924—1981), актор
- Таякіна Тетяна Олексіївна (1951—2023), балерина[110]
- Третякова Валентина Петрівна (нар. 1932), співачка, бандуристка
- Яровинський Борис Львович (1922—2000), композитор

### 1978
- Ананьєв Олександр Миколайович (1912—?), актор
- Барсегян Олександр Сергійович (1929—2011), режисер, головний режисер-директор Харківського академічного російського драматичного театру імені А. С. Пушкіна.
- Білецька Неоніла Миколаївна (нар. 1938), акторка
- Бондаренко Людмила Михайлівна (1927—1999), акторка
- Гнєдаш Вадим Борисович (1931—2021), диригент, педагог, професор.
- Грицюк Владилен Григорович (1933—2004), співак.
- Грищенко Степан Степанович (нар. 1936), співак.
- Даль Олег Іванович (1941—1981), актор театру і кіно.
- Зарков Володимир Григорович (1945—1999), співак
- Карпенко Костянтин Миколайович (1920—1991), актор
- Колесник Євдокія Василівна (нар. 1942), співачка.
- Лисак Зінаїда Петрівна (1930—2006), співачка (мецо-сопрано).
- Литвинов Олександр Ісакович (1926—2007), диригент, педагог.
- Маняченко Анатолій Олексійович (нар. 1940), співак
- Мурзай Галина Миколаївна (нар. 1943), співачка.
- Павлюченко Станіслав Євстигнійович (1937—2010), диригент
- Полуденний Микола Михайлович (1938—2005), співак
- Самофатов Іван Миколайович (1931—1985), диригент
- Сморгачова Людмила Іванівна (нар. 1950), артистка балету
- Тарапата Іван Кузьмович (1920—1996), актор
- Утеганов Олександр Кадирович (1924—1991), режисер
- Хилько Раїса Олексіївна (нар. 1950), артистка балету

### 1979
- Андрусенко Микола Іванович (1922—2010), актор.
- Байко Даниїла Яківна (1929—2019), співачка. Членкиня вокального тріо сестер Байко
- Байко Марія Яківна (1931—2020), співачка. Членкиня вокального тріо сестер Байко
- Байко Ніна Яківна (нар. 1933), співачка, музична педагогиня. Членкиня вокального тріо сестер Байко
- Баришева Наталія Здиславівна (нар. 1946), балерина
- Борщов Дмитро Васильович (1924—2008), актор.
- Бурлюк Алла Леонідівна (1935—1998), акторка
- Гамова Юлія Петрівна (нар. 1935), бандуристка
- Гвоздь Микола Петрович (1937—2010), бандурист
- Гомон Олексій Олександрович (1938—2003), артист балету
- Заклунна Валерія Гаврилівна (1942—2016), акторка театру і кіно[111]
- Калікін Геннадій Георгійович (1938—2006), співак
- Кириченко Раїса Опанасівна (1943—2005), співачка.
- Клименко Марія Миколаївна (1924—2000), акторка
- Клявін Роберт Альбертович (1929—2002), артист балету
- Кононенко Григорій Йосипович (1938—2006), режисер
- Коваленко Катерина Андріївна (нар. 1920), акторка.
- Которович Богодар Антонович (1941—2009), скрипаль, диригент.
- Кочерга Анатолій Іванович (нар. 1947), оперний співак[112].
- Кукуюк Петро Степанович (1938—1982), актор
- Кушкова Лідія Степанівна (1939—2020), акторка
- Лацанич Ігор Васильович (1935—2003), оперний і симфонічний диригент.
- Маляр Володимир Миколайович (1941—2022), актор
- Мірошниченко Тетяна Кузьмівна (1933—2009), акторка
- Олялін Микола Володимирович (1941—2009), актор[113].
- Орлов Яків Іванович (1923—1981), композитор
- Паламаренко Анатолій Несторович (нар. 1939), читець.
- Параконьєв Костянтин Йосипович (1920—1987), актор
- Пархоменко Валентина Федорівна (1937—2003), бандуристка
- Пилипенко-Миронюк Елеонора Іванівна (нар. 1936), бандуристка
- Сльота Іван Михайлович (1937—2014), хоровий диригент
- Стеф'юк Марія Юріївна (нар. 1948), оперна співачка[114]
- Стригун Федір Миколайович (нар. 1939), актор театру і кіно[115]
- Тимошин Валентин Петрович (1929—1993), режисер
- Троянова Ніна Петрівна (1937—1986), акторка
- Фоменко Олександра Миколаївна (1923—2007), співачка
- Шевченко Володимир Дмитрович (1946—2012), артист цирку, дресирувальник[116]
- Шевченко Людмила Олексіївна (нар. 1945), артистка цирку, дресирувальниця[117]

## 1980-ті

### 1980
- Горюшко Георгій Георгійович (1942—2000), артист оперети
- Жулкевський Іван Станіславович (1919—1999), актор
- Загребельний Павло Іванович (1934—1997), актор театру і кіно, педагог[118]
- Івченко Валерій Михайлович (нар. 1939), актор театру і кіно[119]
- Козленко Микола Харитонович (1921—2005), актор.
- Ластівка Петро Трохимович (1922—2018), актор
- Максимов Юрій Сергійович (1930—1983), актор
- Мешкіс Броніслав Вікторович (1928—1985), режисер
- Носачов Андрій Петрович (1913—1990), актор.
- Овчаренко Анатолій Миколайович (1937—2007), актор.
- Олексенко Степан Степанович (1941—2006), актор театру і кіно[120]
- Ончул Петро Єпіфанович (нар. 1936), співак.
- Сльозка Микола Йосипович (1928—2009), артист театру і кіно
- Смолярова Олександра Захарівна (1925—2014), театральна акторка, педагогиня
- Ступка Богдан Сильвестрович (1941—2012), актор театру і кіно[121]
- Резнікович Михайло Ієрухімович (нар. 1938), театральний режисер
- Тимошко Тамара Михайлівна (нар. 1942), артистка оперети
- Шутько Микола Олексійович (1927—2010), актор театру і кіно[122]
- Щербаков Віктор Геннадійович (1935—2009), актор
- Янчуков Олександр Тимофійович (1910—1982), актор

### 1981
- Божко Людмила Федорівна (нар. 1941), співачка
- Гончар Андрій Петрович (нар. 1936), актор театру і кіно[123]
- Золотова Євгенія Борисівна (1928—2020), акторка
- Кондратюк Нестор Павлович (1937—2014), актор театру і кіно
- Литвиненко Леонід Андрійович (1923—2006), актор
- Лисенко Євген Васильович (1933—2002), актор
- Нікітін Петро Іванович (1936—2005), актор
- Сумський В'ячеслав Гнатович (1934—2007), актор
- Суржа Юрій Ілліч (1937—2019), актор
- Терентьєв Віктор Сергійович (1928—1993), театральний режисер
- Толок Віталій Павлович (нар. 1930), режисер
- Харченко Марія Федорівна (1924—2016), театральна акторка
- Чайкін Всеволод Костянтинович (1935—1996), актор

### 1982
- Гамкало Іван Дмитрович (нар. 1939), диригент
- Глущенко Федір Іванович (1944—2017), диригент
- Гурін Василь Данилович (1928—2000), актор
- Дущенко Євген Васильович (1925—2011), співак
- Загребельний Олександр Миколайович (1937—1993), співак
- Кадирова Лариса Хамидівна (нар. 1943), акторка
- Кухарець Євген Іванович (1945—1987), композитор
- Остапенко Лариса Іванівна (1935—2010), співачка
- Охріменко Василь Іванович (1927—2006), військовий диригент
- Павловський Віктор Олександрович (1925—1998), актор
- Прядченко Микола Данилович (1951—2014), балетмейстер
- Різоль Микола Іванович (1919—2007), баяніст, музикант-віртуоз, педагог, композитор, професор
- Рудницька Ольга Федорівна (1926—2004), акторка
- Табаровський Борис Мойсейович (1923—2004), актор театру і кіно[124]
- Цимбаліст Віктор Петрович (1931—1998), актор
- Юрченко Людмила Володимирівна (нар. 1943), співачка
- Яблонська Галина Гілярівна (нар. 1928), акторка

### 1983
- Гуляницький Олексій Феодосійович (1933—2021), диригент
- Денисенко Володимир Терентійович (1930—1984), кінорежисер, сценарист, актор
- Жорданія Вахтанг Георгійович (1942—2005), диригент[125]
- Киришев Микола Олександрович (нар. 1936), співак
- Мащенко Микола Павлович (1929—2013), кінорежисер
- Пивоваров Валентин Михайлович (нар. 1948), співак
- Сівач Валерій Миколайович (1929—2004), актор
- Стратієнко Тамара Миколаївна (нар. 1946), дикторка
- Цимбал Тетяна Василівна (нар. 1946), дикторка, ведуча
- Шекера Анатолій Федорович (1935—2000), артист балету

### 1984
- Мірошниченко Віктор Панасович (1936—2001), актор театру і кіно
- Мірошниченко Віктор Миколайович (1937—1987), актор театру і кіно
- Новиков Анатолій Григорович (1927—2017), актор[126]
- Паламарчук Антоніна Феофанівна (1937—2011), акторка
- Пєтухов Михайло Васильович (нар. 1950), артист балету
- Сосюра Людмила Андріївна (нар. 1934), акторка
- Таранець Олександр Михайлович (1924-1998) концертно-камерний співак
- Фіцалович Христина Павлівна (1938—2020), співачка
- Шарварко Борис Георгійович (1929-2002), режисер фестивалів, концертних програм, театралізованих вистав

### 1985
- Басистюк-Гаптар Ольга Іванівна (нар. 1950), співачка (сопрано)
- Бойко Анатолій Іванович (1945—2021), співак (бас)
- Герасименко Марина Костянтинівна (1941—2003), акторка
- Забіляста Лідія Леонідівна (нар. 1953), співачка
- Зінкевич Василь Іванович (нар. 1945), співак
- Крюкова Ніла Валеріївна (1943—2018), акторка
- Лукашев Володимир Анатолійович (нар. 1936), оперний режисер
- Маковецька Людмила Георгіївна (нар. 1948), співачка
- Матвієнко Ніна Митрофанівна (1947—2023), співачка
- Несчотний Геннадій Никанорович (1938—2016), бандурист
- Пашкевич Анатолій Максимович (1938—2005), диригент
- Пономаренко Іван Вікторович (1945—2019), співак
- Сегаль Олександр Наумович (1919—2010), артист балету

### 1986
- Бобир Андрій Матвійович (1915—1994), співак-бандурист, диригент
- Станкович Євген Федорович (нар. 1942), композитор

### 1987
- Баєнко Віктор Іванович (1936—2004), театральний актор, режисер.
- Бакштаєв Леонід Георгійович (1934—1995), актор театру і кіно[127].
- Бессараб Валерій Олександрович (1944—2013), актор театру і кіно[128].
- Бойко Володимир Іванович (1928—2006), співак
- Дідух Володимир Євгенович (1937—2016), співак
- Іллєнко Юрій Герасимович (1936—2010), кінооператор, режисер, сценарист.
- Капустін Анатолій Трохимович (1939—2020), співак
- Король Олександр Петрович (1941—2018), режисер, педагог[129].
- Нестеренко Володимир Павлович (1926—2009), актор.
- Пазенко Анатолій Федорович (1934—2008), актёр театру і кіно, педагог, професор.
- Пруткін Євген Дмитрович (нар. 1947), співак
- Реус Валентин Миколайович (1940—2014), співак
- Тугай Жанна Георгіївна (1937—2023), акторка театру
- Харченко Олесь Миколайович (нар. 1946), співак
- Холодов Юрій Борисович (нар. 1937), альтист
- Шестопалов Володимир Мусійович (1938—2001), актор
- Яременко Віктор Анатолійович (нар. 1963), балетмейстер
- Яремчук Назарій Назарович (1951—1995), співак (тенор).

### 1988
- Бабич Ростислав Олексійович (1937—2021), диригент
- Балема Микола Опанасович (нар. 1948), диригент
- Бесфамільнов Володимир Володимирович (1931—2017), баяніст, професор Національної музичної академії України
- Брондуков Борислав Миколайович (1938—2004), актор[130]
- Гаркуша Григорій Якимович (нар. 1941), співак
- Гнатюк Микола Васильович (нар. 1952), співак
- Зайцев Борис Петрович (1925—2000), співак
- Козак Богдан Миколайович (нар. 1940), актор театру і кіно
- Литвиненко Таїсія Йосипівна (нар. 1935), акторка театру і кіно[131]
- Митницький Едуард Маркович (1931—2018), театральний режисер, художній керівник Київського академічного театру драми і комедії на лівому березі Дніпра
- Скорик Мирослав Михайлович (1938—2020), композитор і музикознавець
- Турець Володимир Григорович (1945—2012), співак
- Хоролець Лариса Іванівна (1948—2022), акторка

### 1989
- Баженов Анатолій Іванович (нар. 1945), скрипаль, музичний педагог
- Боровик Тетяна Василівна (нар. 1957), артистка балету
- Гаврюшенко Анатолій Якович (1928—2011), актор
- Ігнатенко Володимир Дмитрович (1940—2010), співак
- Іконник Віктор Михайлович (1929—2000), хоровий диригент
- Майборода Роман Георгійович (1943—2018), співак
- Писарев Вадим Якович (нар. 1965), артист балету
- Попудренко Владилен Антонович (1936—2017), актор
- Сильвестров Валентин Васильович (нар. 1937), композитор
- Трофимчук Олександр Павлович (нар. 1944), співак
- Чайка Юрій Вікторович (1943—2016) — український режисер театру

## 1990-ті

### 1990
- Агратіна Георгій Іванович (нар. 1948), виконавець на народних інструментах (цимбали, сопілка, кувиці та інші).
- Блажков Ігор Іванович (нар. 1936), диригент
- Ваньовський Михайло Васильович (нар. 1943), хореограф
- Вітошинський Роман Зенонович (1940—2019), співак
- Волкова Аліна Іванівна (нар. 1930), оперна співачка[132].
- Голенко Майя Федорівна (1940—1993), бандуристка
- Гринько Олександр Боніфатійович (1919—2013), актор[133].
- Гриценко Тамара Олександрівна (нар. 1938), бандуристка.
- Грицюк Григорій Владиленович (1955—2000), оперний співак.
- Гурський Анатолій Іванович (1936—2018) — театральний актор[134].
- Гуцал Віктор Омелянович (нар. 1944), диригент, композитор
- Депо Богдан Володимирович (1944—1992), диригент, педагог.
- Дубровін Сергій Велиславович (1942—2015), співак
- Криштальський Олег Романович (1930—2010), музикант
- Литвинчук Анатолій Григорович (1935—1993), режисер
- Микитка Тарас Остапович (нар. 1939), диригент
- Молотай Анатолій Михайлович (1938—2022), диригент
- Муратова Кіра Георгіївна (1934—2018), кінорежисерка, сценаристка, акторка[135].
- Параджанов Сергій Йосипович (1924—1990), кінорежисер[136].
- Писаренко Ніна Дмитрівна (нар. 1937), бандуристка
- Попадюк Василь Іванович (1940—1991), музикант-сопілкар
- Попович Іван Дмитрович (нар. 1949), співак
- Савчук Євген Герасимович (нар. 1947), диригент
- Салік Олександр Якович (1936—1998), військовий диригент.
- Розстальний Віталій Григорович (1936—2006), актор театру і кіно.
- Хостікоєв Анатолій Георгійович (нар. 1953), актор театру і кіно.

### 1991
- Антків Зиновій-Богдан Богданович (1942—2009), диригент
- Бернацький Іван Йосипович (нар. 1946), актор.
- Востряков Олександр Андрійович (1944—2023), співак.
- Захарченко Валерій Стефанович (нар. 1941), співак.
- Калабухін Анатолій Васильович (1930—2022), диригент
- Карабиць Іван Федорович (1945—2002), композитор
- Лагунова Тамара Олексіївна (нар. 1944), співачка.
- Луців Юрій Олексійович (нар. 1931), диригент
- Мірус Борис Михайлович (1928—2021), актор
- Стороженко Марат Олександрович, актор
- Шведов Ігор Олександрович (1924—2001), письменник, журналіст, драматург
- Шопша Микола Сергійович (1947—2006), співак

## Рік присвоєння звання не встановлено
- Андрейченко Павло Федорович (1931—2001), актор театру і кіно[137]
- Воронович Олександра Петрівна (1898—1985), акторка
- Данькевич Костянтин Федорович (1905—1984), композитор
- Іванов Андрій Олексійович (1900—1970), оперний співак
- Руденко Лариса Архипівна (1918—1981), оперна співачка[138]
- Смолич Микола Васильович (1888—1968), актор, режисер
- Турчак Стефан Васильович (1938—1988), диригент
- Ужвій Наталія Михайлівна (1898—1986), акторка
- Ретвицький Петро Іванович (1923—2010), концертно-камерний співак
- Плотникова Валентина Миколаївна (?-2002), акторка